# Metepeira celestun
Metepeira celestun là một loài nhện trong họ Araneidae.
Loài này thuộc chi Metepeira. Metepeira celestun được miêu tả năm 2001 bởi Piel.